# Silvano (ópera)
Silvano es una ópera en dos actos de Pietro Mascagni y libreto en italiano de Giovanni Targioni-Tozzetti, basado en Romano de Alphonse Karr. Se estrenó en el Teatro de La Scala de Milán el 25 de marzo de 1895.
La barcarola de Silvano ocupa un lugar destacado en el montaje de la película de Martin Scorsese Toro salvaje.
Esta ópera se representa muy poco. En las estadísticas de Operabase aparece con sólo una representación en el período 2005-2010.

## Personajes
| Personaje | Tesitura  | Reparto del estreno, 25 de marzo de 1895 (Director: Rodolfo Ferrari) |
| --------- | --------- | -------------------------------------------------------------------- |
| Matilde   | soprano   | Adelina Stehle                                                       |
| Silvano   | tenor     | Fernando De Lucia                                                    |
| Renzo     | barítono  | Giuseppe Pacini                                                      |
| Rosa      | contralto | Leonilde Ponzano                                                     |

## Argumento
Silvano, un pescador convertido en contrabandista por enfrentarse a la pobreza, vuelve a su país después de salir de la cárcel. Descubre que su novia Matilda se ha rendido al amor de Renzo, pescador de modos violentos. Matilda está a punto de dejar a Renzo cuando Silvano los encuentra juntos y mata a Renzo con un tiro de su pistola.